# پارک ملی دونیانا
پارک ملی دونانا (انگلیسی: Doñana National Park) یک ذخیره‌گاه طبیعی در اندلس و جنوب اسپانیا است که در استان اوئلوا سویا واقع است. این بخش شامل ۵۴۳ کیلومتر مربع (۲۰۹٫۶۵ مایل مربع) که ۱۳۵ کیلومتر مربع (۵۲٫۱۲ مایل مربع) منطقه حفاظت شده می‌باشد. این پارک دارای محدوده‌های متنوعی شامل باتلاق، رودخانه‌های کم‌عمق، تپه‌های شنی و دلتای رودخانه گوادالکیبیر می‌باشد که به اقیانوس اطلس می‌ریزد. محدوده‌ای از باتلاق‌های این ذخیره‌گاه در تاریخ ۱۹۶۹ و با عنوان ذخیره‌گاه طبیعی توسط صندوق جهانی طبیعت به همراه دولت اسپانیا به جهت نگهداری و محافظت خریداری گردید.

## نگارخانه

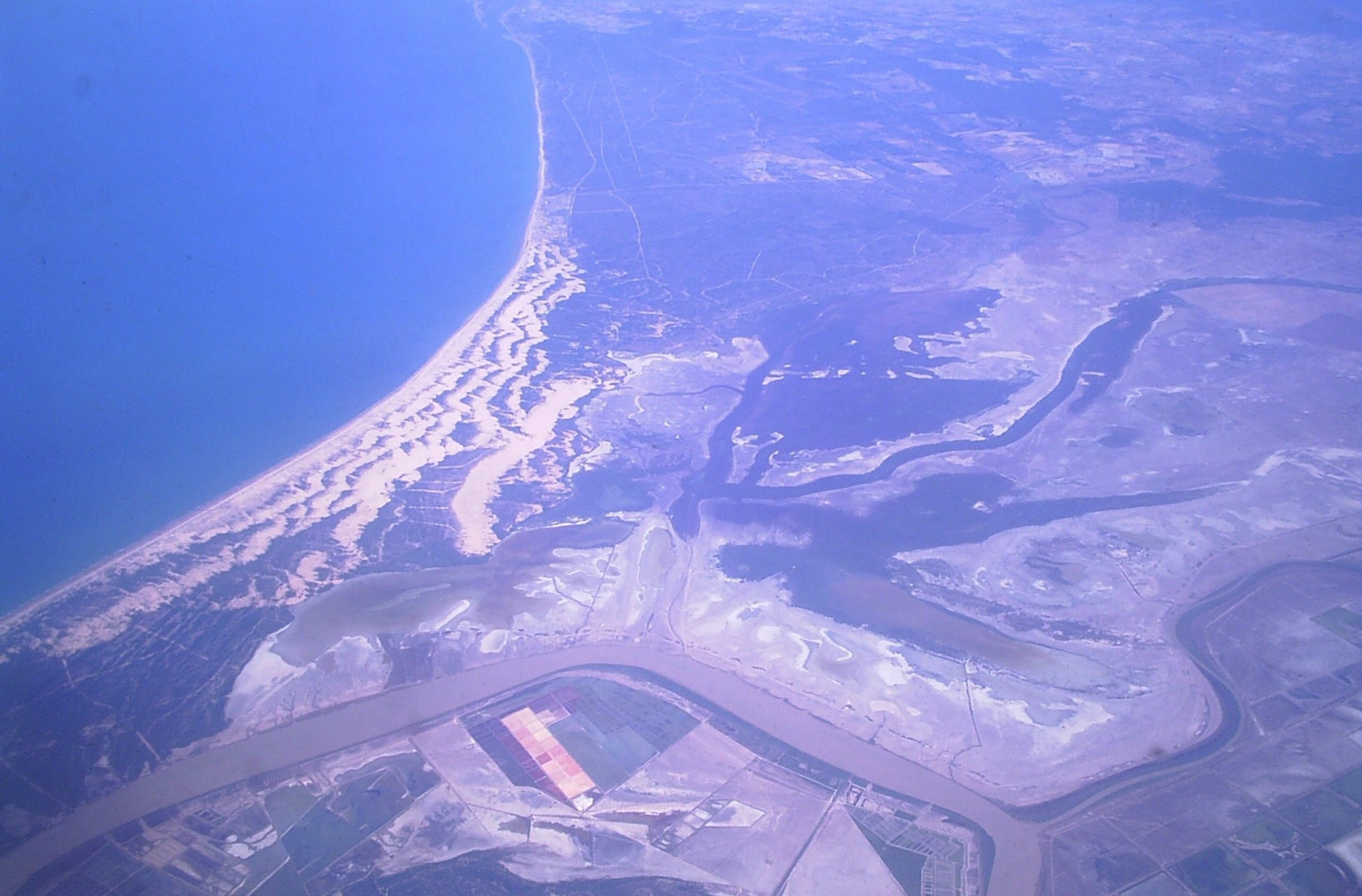
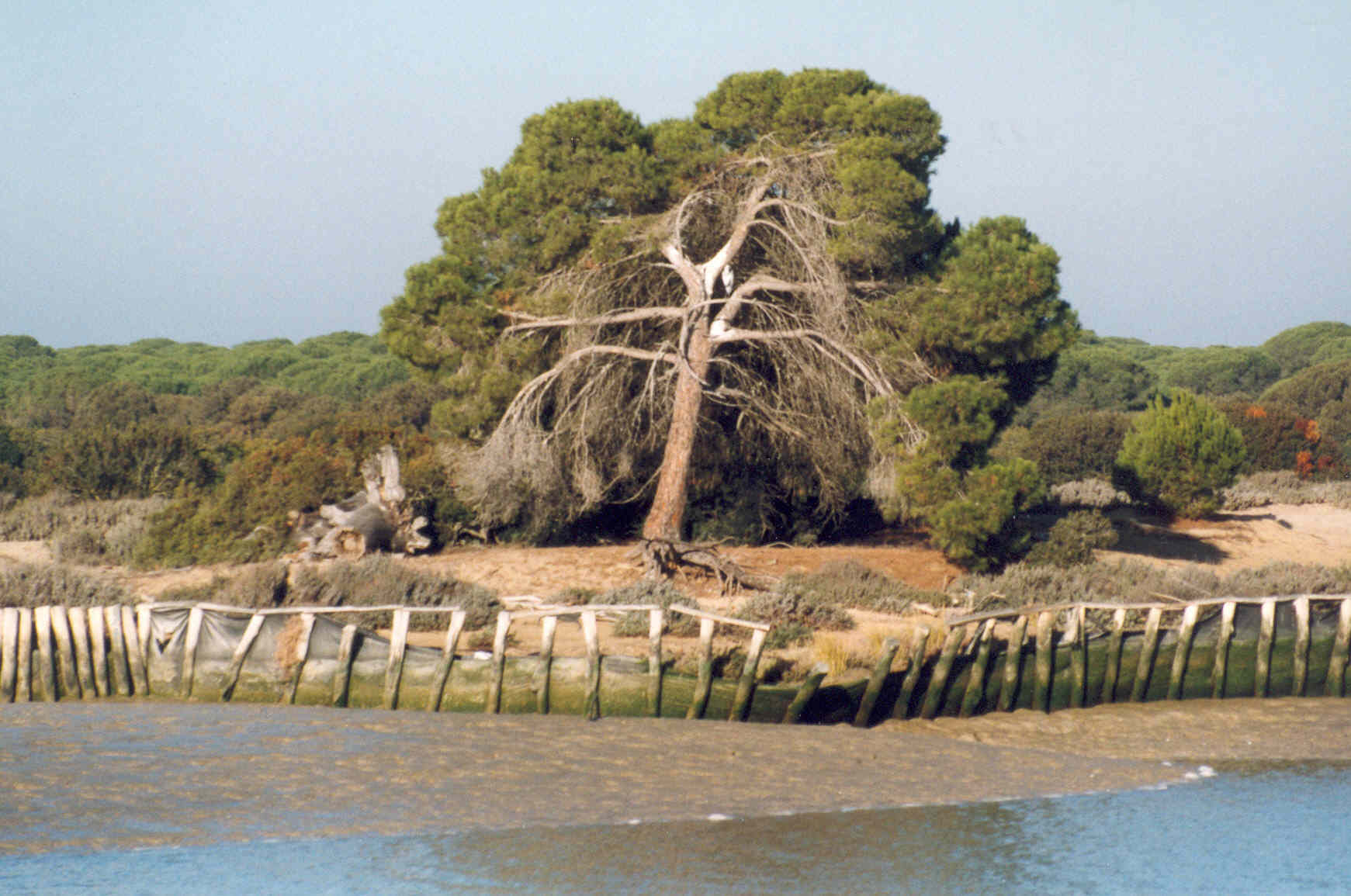
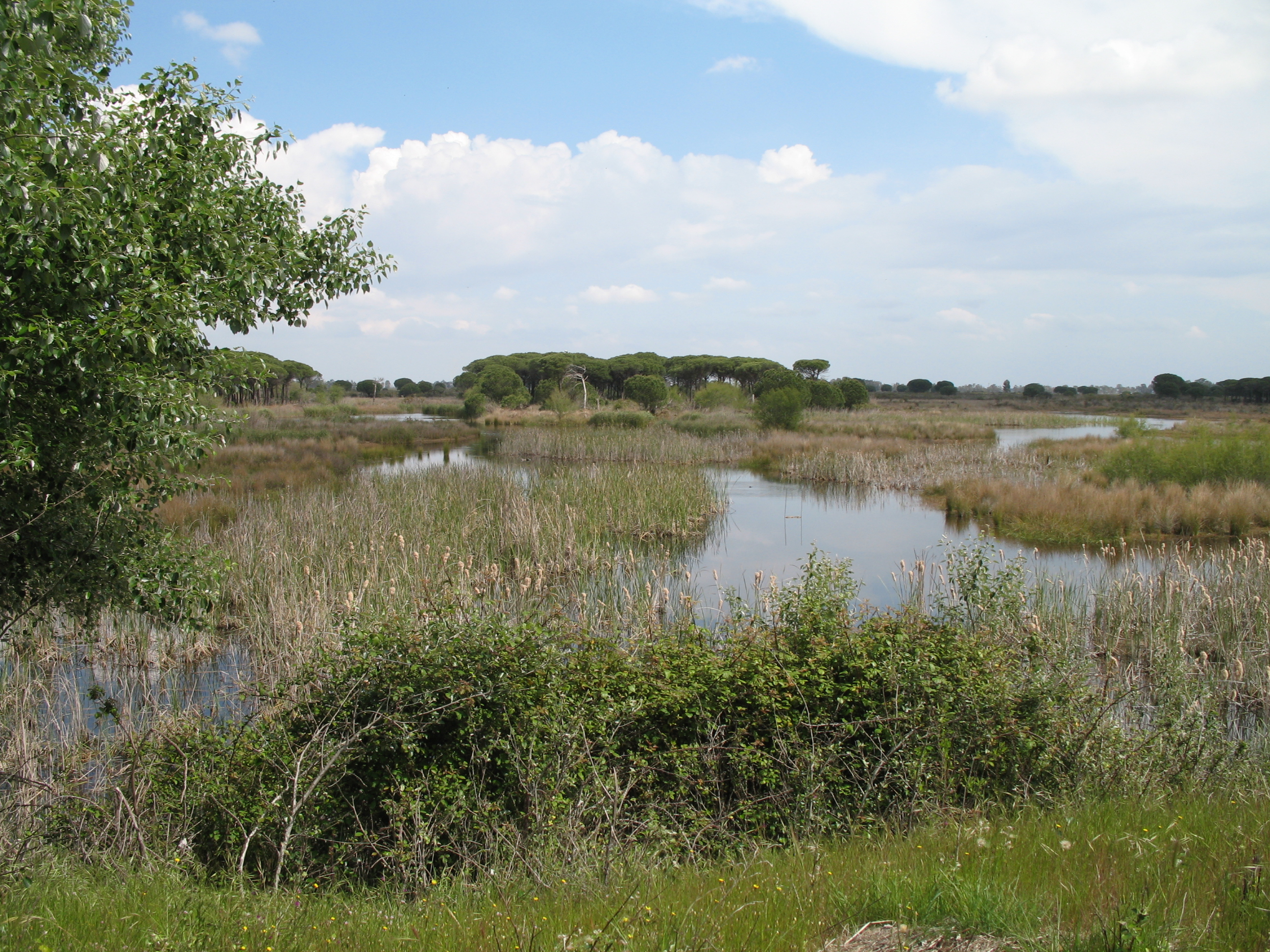
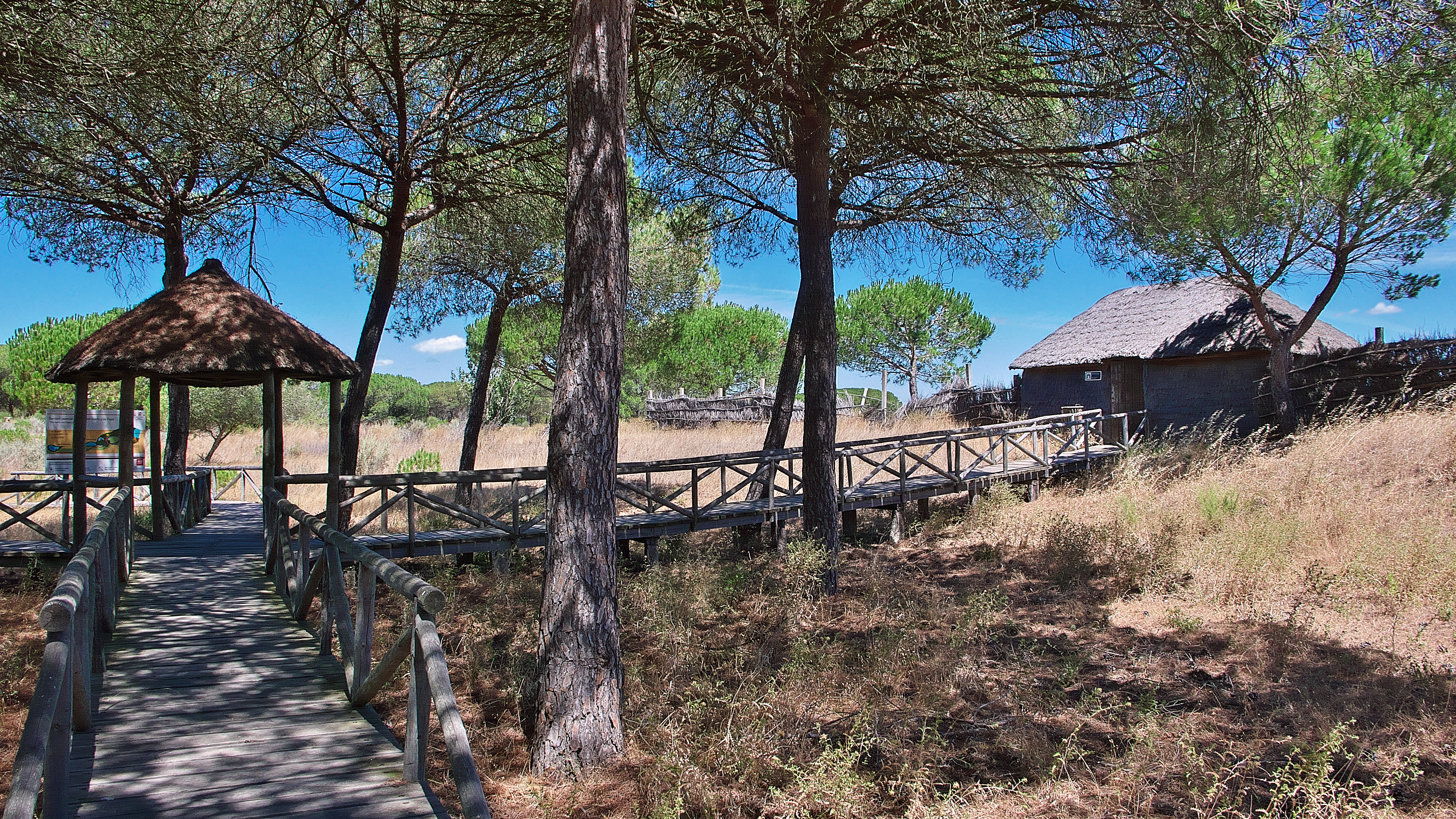
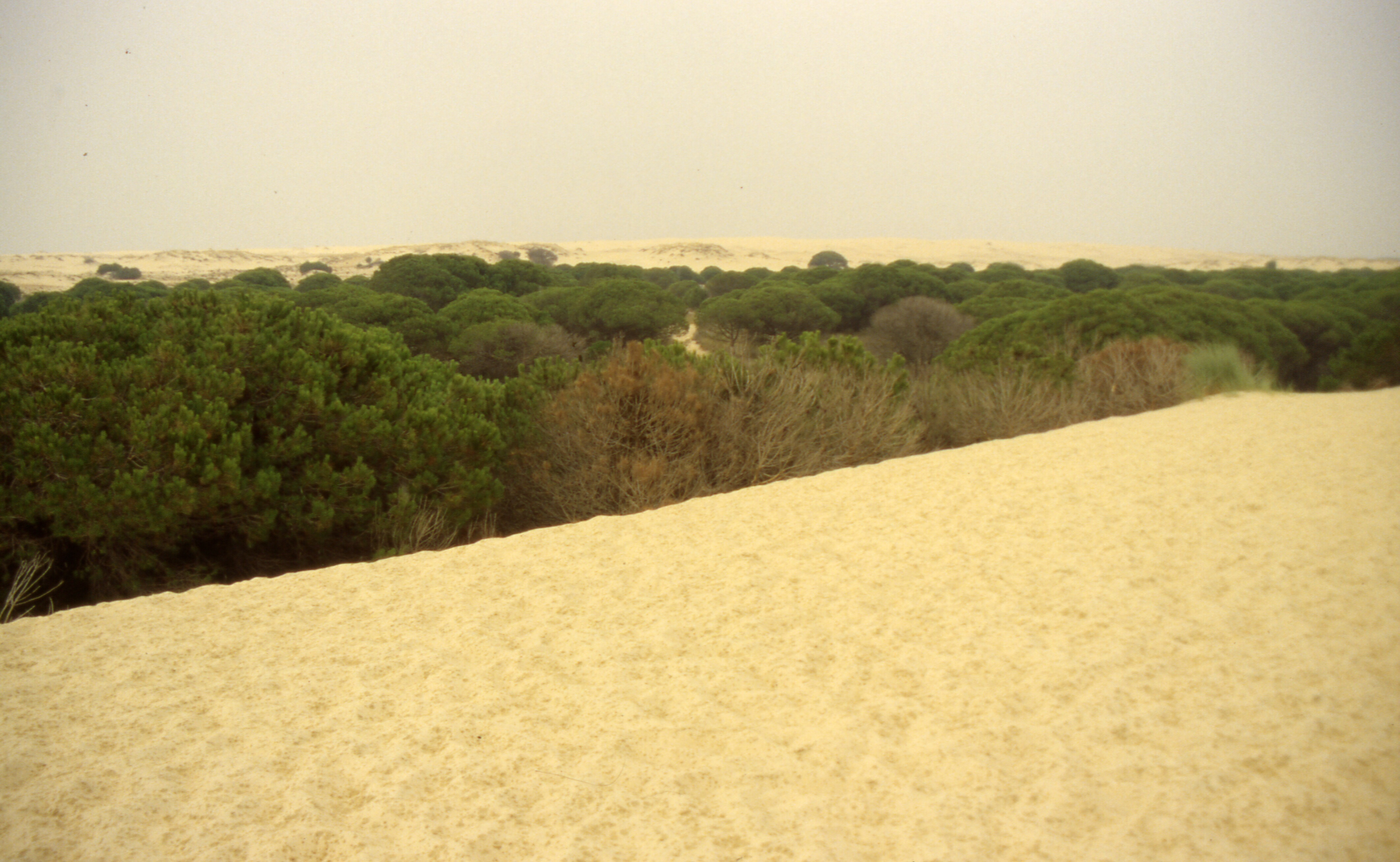
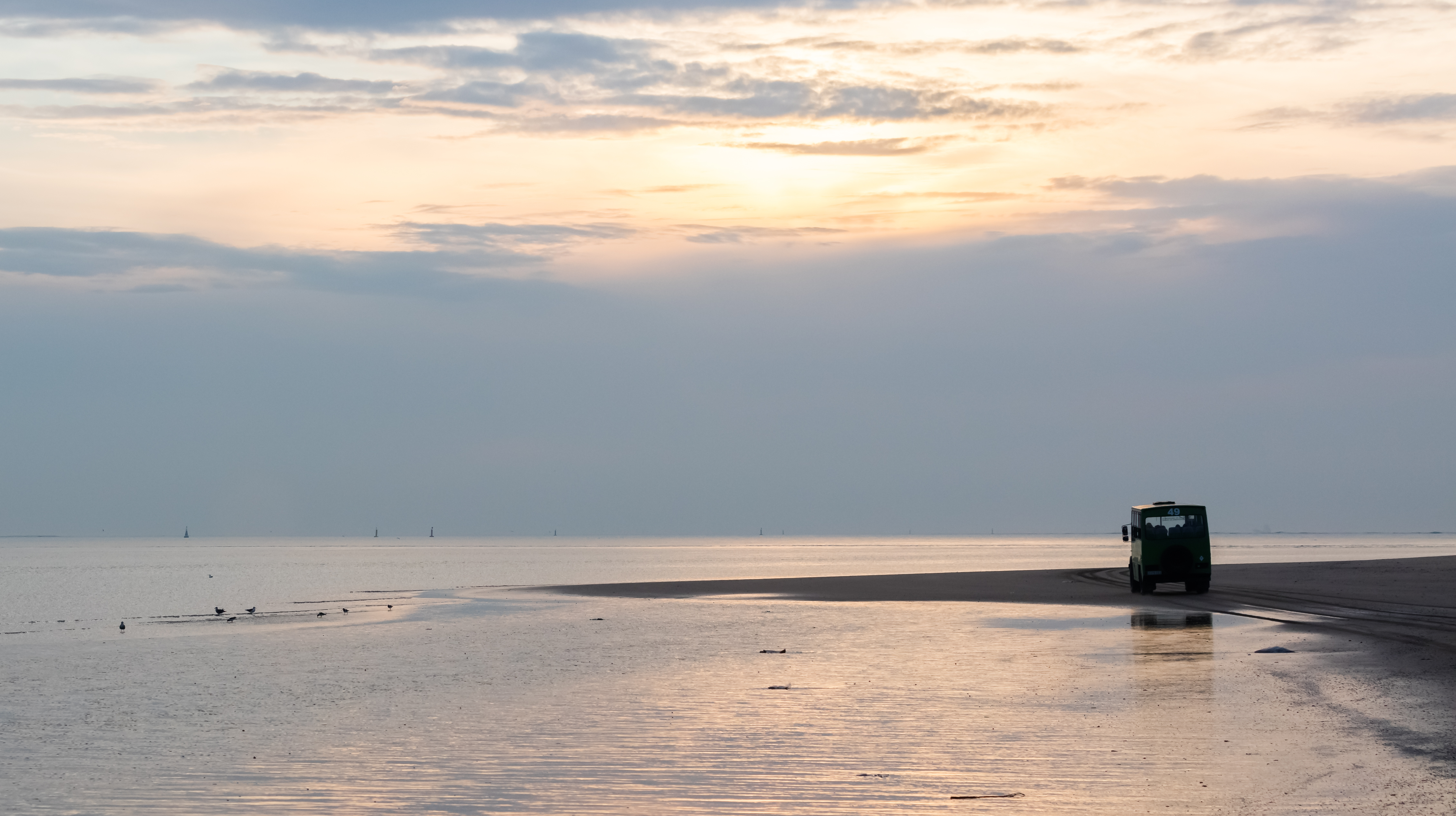
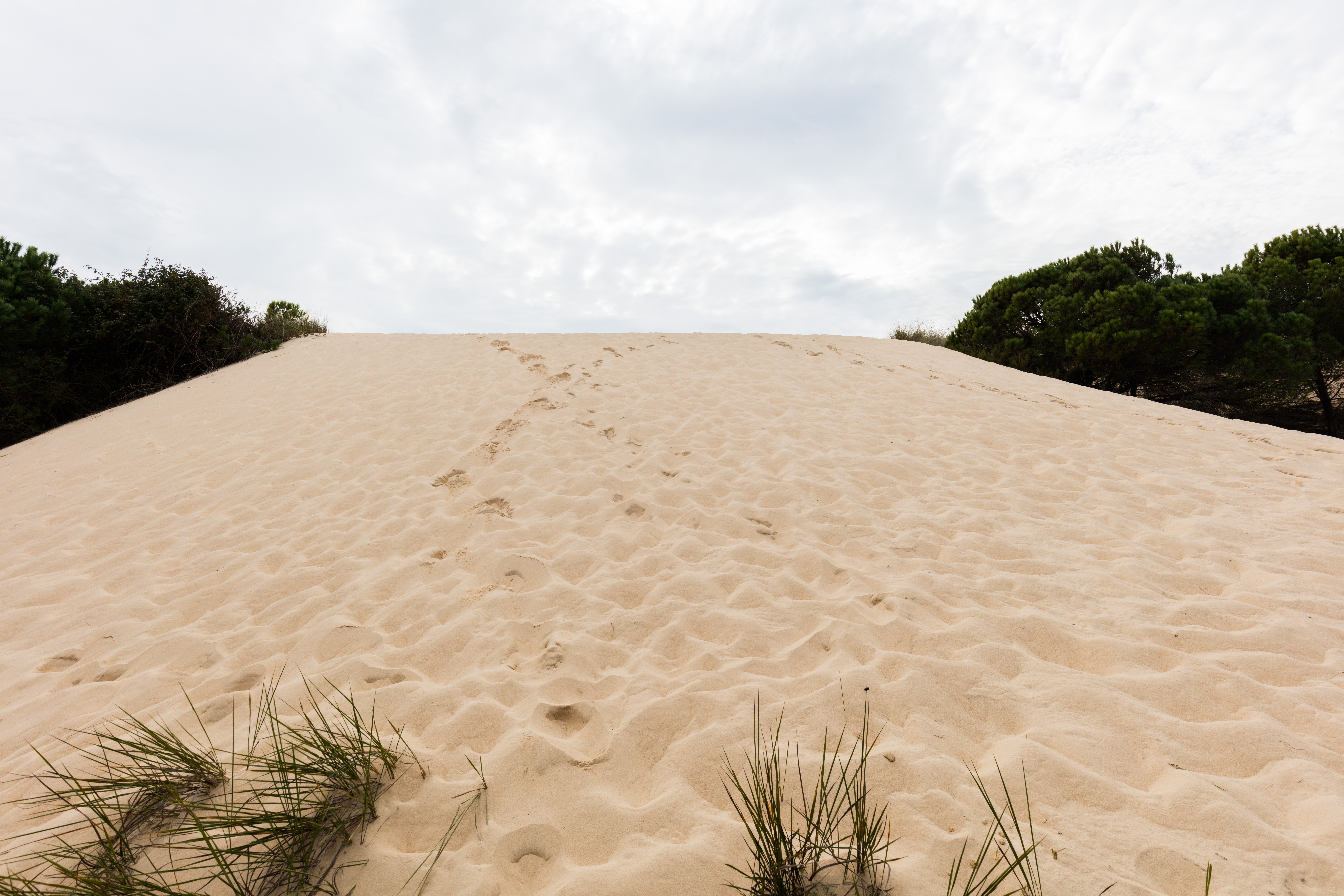
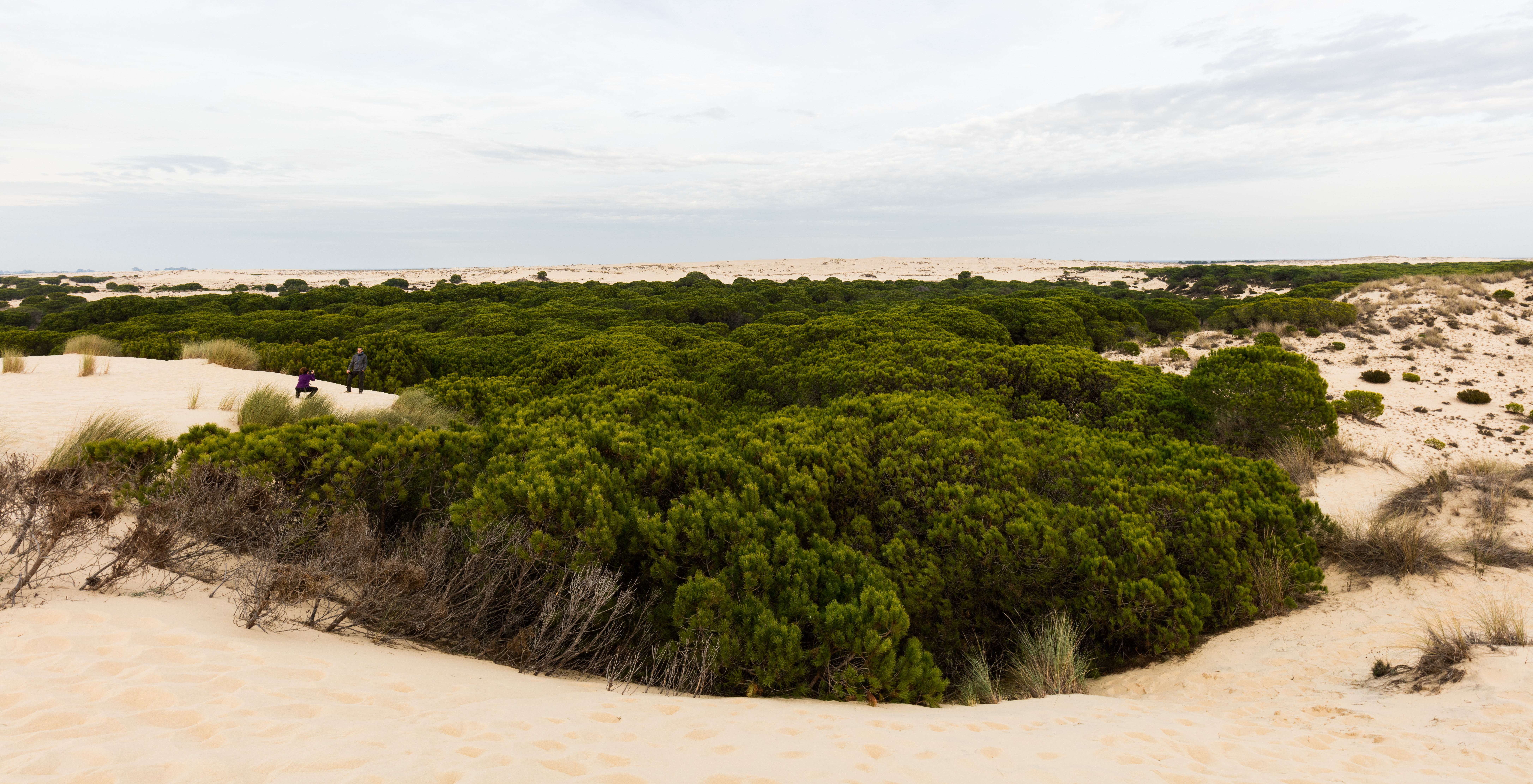
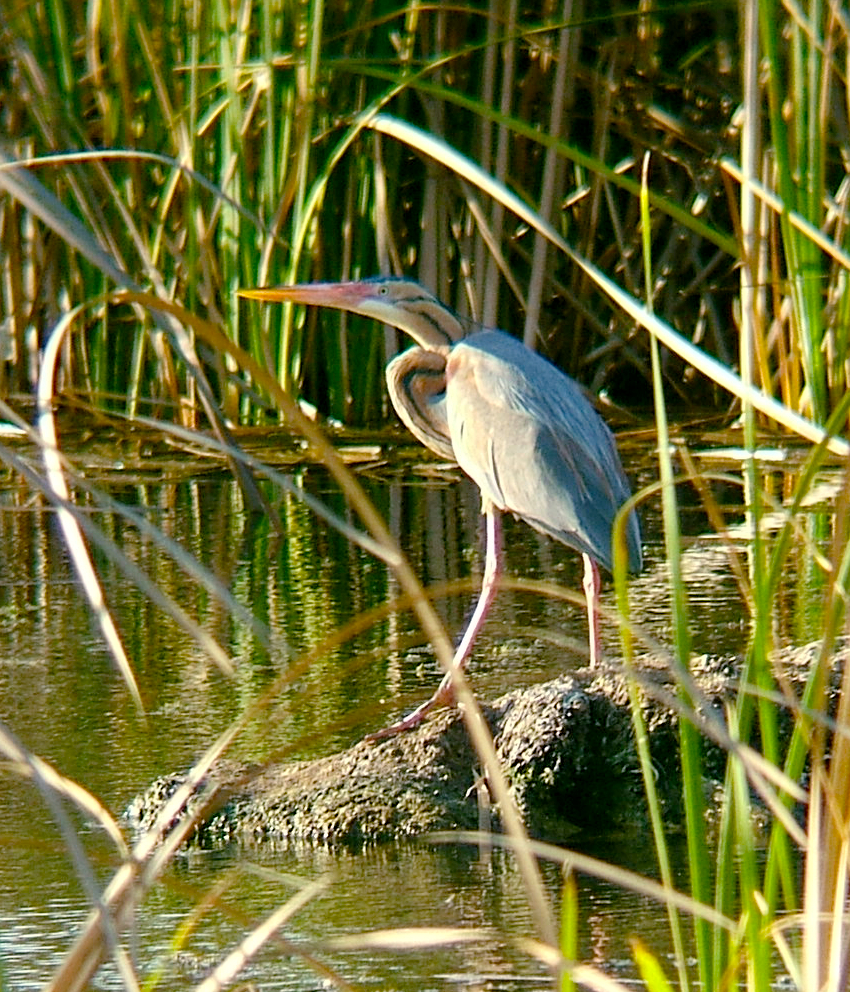
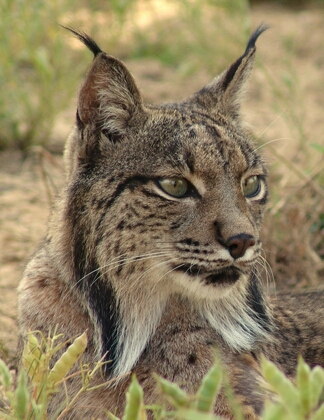
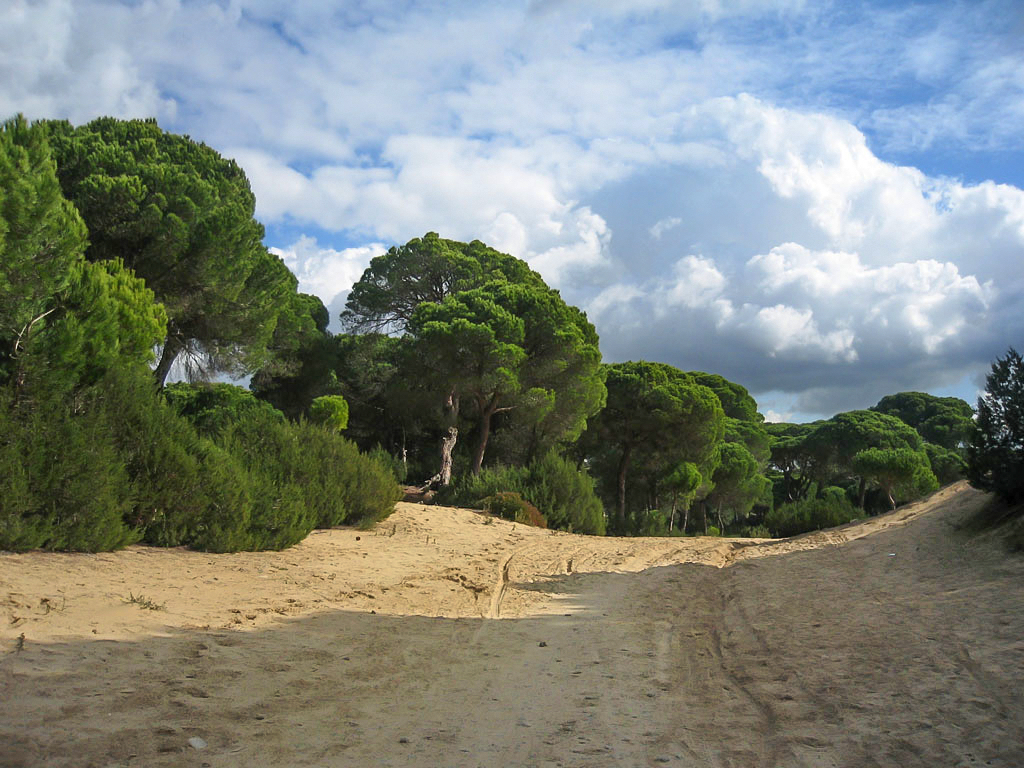
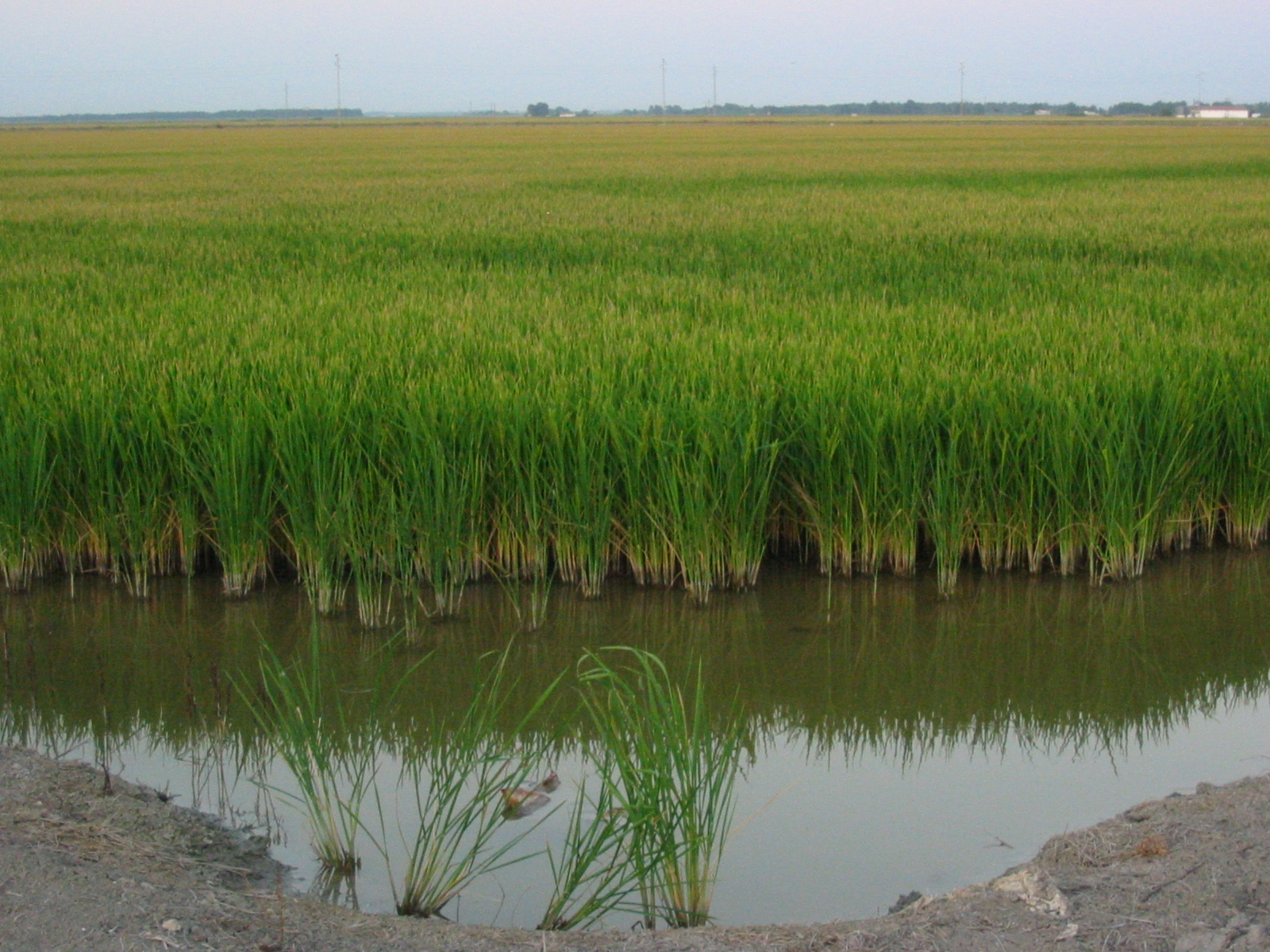